# Cadaver
A Cadaver norvég death metal együttes.

## Története
1988-ban alapította Anders Odden és Ole Bjerkebakke. Hozzájuk csatlakozott René Jansen basszusgitáros, és ez a felállás rögzítette 1989-es demó lemezüket. A demó felkeltette a Carcass tagjainak figyelmét, akik lemezszerződéshez juttatták őket az Earache Recordsszal. Első nagylemezük 1990-ben jelent meg. Ezután René Jansen helyét Eilert Solstad vette át. 1992-ben megjelentették második albumukat. A Cadaver 1993-ban feloszlott. 1999-ben Odden feltámasztotta a zenekart, új tagokkal, „Cadaver Inc.” néven, majd 2002 óta újból a Cadaver nevet használják. Oddenen kívül az eredeti felállás teljesen lecserélődött. Utolsó albumuk a 2004-es „Necrosis” volt.

## Tagjai
- Andreas Odden - ének, gitár, basszusgitár
- Franz Edder - dob

## Korábbi tagok
- Apollyon - ének, basszusgitár
- L.J. Balvaz - gitár, basszusgitár
- Czral - dob
- Ole Bjerkebakke - dob, ének
- René Jansen - basszusgitár
- Eilert Solstad - basszusgitár
- Espen Sollum - gitár

## Diszkográfia

### Nagylemezek
- Hallucinating Anxiety (1990)
- ...In Pains (1992)
- Discipline (2001)
- Necrosis (2004)

### Koncertalbumok
- Live Inferno (2002)

### Split lemezek
- Cadaver/Voice of Hate (2006)